# نوراشن (لوری)
نوراشن (به ارمنی: Նորաշեն) یک شهرک در ارمنستان است که در استان لوری واقع شده‌است.  در  کیلومتری شمال وانادزور، مرکز استان لوری واقع شده است.

## خصوصیات
نوراشن  ۱٬۵۰۵ نفر 
جمعیت دارد و در ارتفاع  متر بالاتر از سطح دریا قرار گرفته است.